# Giada Tomaselli
Giada Tomaselli (* 1. Januar 2003) ist eine ehemalige italienische Skispringerin.

## Werdegang
Giada Tomaselli debütierte am 10. und 11. September 2016 in Einsiedeln im Alpencup, wo sie die Plätze 24 und 25 belegte. Seitdem startet sie regelmäßig im Alpencup; bis heute (Stand März 2019) war ihr bestes Ergebnis im Alpencup ein vierter Platz beim Wettbewerb am 8. Februar 2019 in Kandersteg. Zwei Wochen später gewann sie in Villach erstmals ein Springen im FIS Cup.
Bei den Nordischen Junioren-Skiweltmeisterschaften 2019 in Lahti belegte sie im Einzelwettbewerb den 31. Platz. Im Mannschaftswettbewerb belegte sie mit Daniela Dejori, Annika Sieff und Lara Malsiner den siebten Platz, im Mixed-Teamwettbewerb zusammen mit Lara Malsiner, Francesco Cecon und Giovanni Bresadola den achten Platz.
Bei den Nordischen Skiweltmeisterschaften 2019 in Seefeld in Tirol erreichte Tomaselli im Mannschaftswettbewerb am 26. Februar 2019 zusammen mit Elena Runggaldier, Veronica Gianmoena und Lara Malsiner den Finaldurchgang und dort den achten Platz. Nach der Junioren-WM 2020 trat sie nicht mehr international an.
Tomaselli lebt derzeit in Pellizzano.